# Мереуш
Мереуш (рум. Mărăuș) — село у повіті Арад в Румунії. Входить до складу комуни Крайва.
Село розташоване на відстані 397 км на північний захід від Бухареста, 72 км на північний схід від Арада, 121 км на захід від Клуж-Напоки, 111 км на північний схід від Тімішоари.

## Населення
За даними перепису населення 2002 року у селі проживали 327 осіб. Усі жителі села рідною мовою назвали румунську.
Національний склад населення села:
| Національність | Кількість осіб | Відсоток |
| -------------- | -------------- | -------- |
| румуни         | 295            | 90,2%    |
| цигани         | 31             | 9,5%     |